# جيمس بيل كونولي
جيمس بيل كونولي (بالإنجليزية: James Connolly)‏ هو سياسي أسترالي، ولد في 21 يناير 1892، وتوفي في 14 سبتمبر 1970. حزبياً، نشط في حزب العمال الأسترالي.